# 明斯特音乐学院
明斯特音樂學院（德語：
）是在北莱茵-威斯特法伦州內的五所音樂學院之一，位于德国北莱茵-威斯特法伦州明斯特市。

## 學院歷史
1959年，學校作為“威斯特伐利亞音樂學院”在明斯特成立。1972年到1986年，它成為Westfalen-Lippe音樂大學Musikhochschule Westfalen-Lippe的一部分；1987年至2003年，它是代特莫爾德音樂學院Hochschule für Musik Detmold的一部分，稱為“代特莫爾德音樂學院明斯特分院”（Hochschule für Musik Detmold, Abteilung Münster）。自2004年4月1日起，明斯特音樂學院隸屬於明斯特大学，成為明斯特大学的獨立部門，在藝術學院的合法定位方面具有特殊的地位，擁有廣泛自治權。自2010年起，Michael Keller教授擔任明斯特音樂學院的院長。此前，吉他藝術家Reinbert Evers自1995年以來一直擔任該職位。明斯特音樂學院的樂團由Christian Lorenz 指揮（截至2016年）。自2014/15冬季學期以來，音樂學院的室內樂音樂廳擁有12架歷史悠久的三角鋼琴，可用於學習和音樂會。自2017/18冬季學期以來，音樂教育學院正式歸屬音樂學院。

## 外部連結
- 明斯特音樂學院官方网站 （页面存档备份，存于）
- 明斯特音樂學院青少年預科學院 （页面存档备份，存于）